# Avenida Kipling

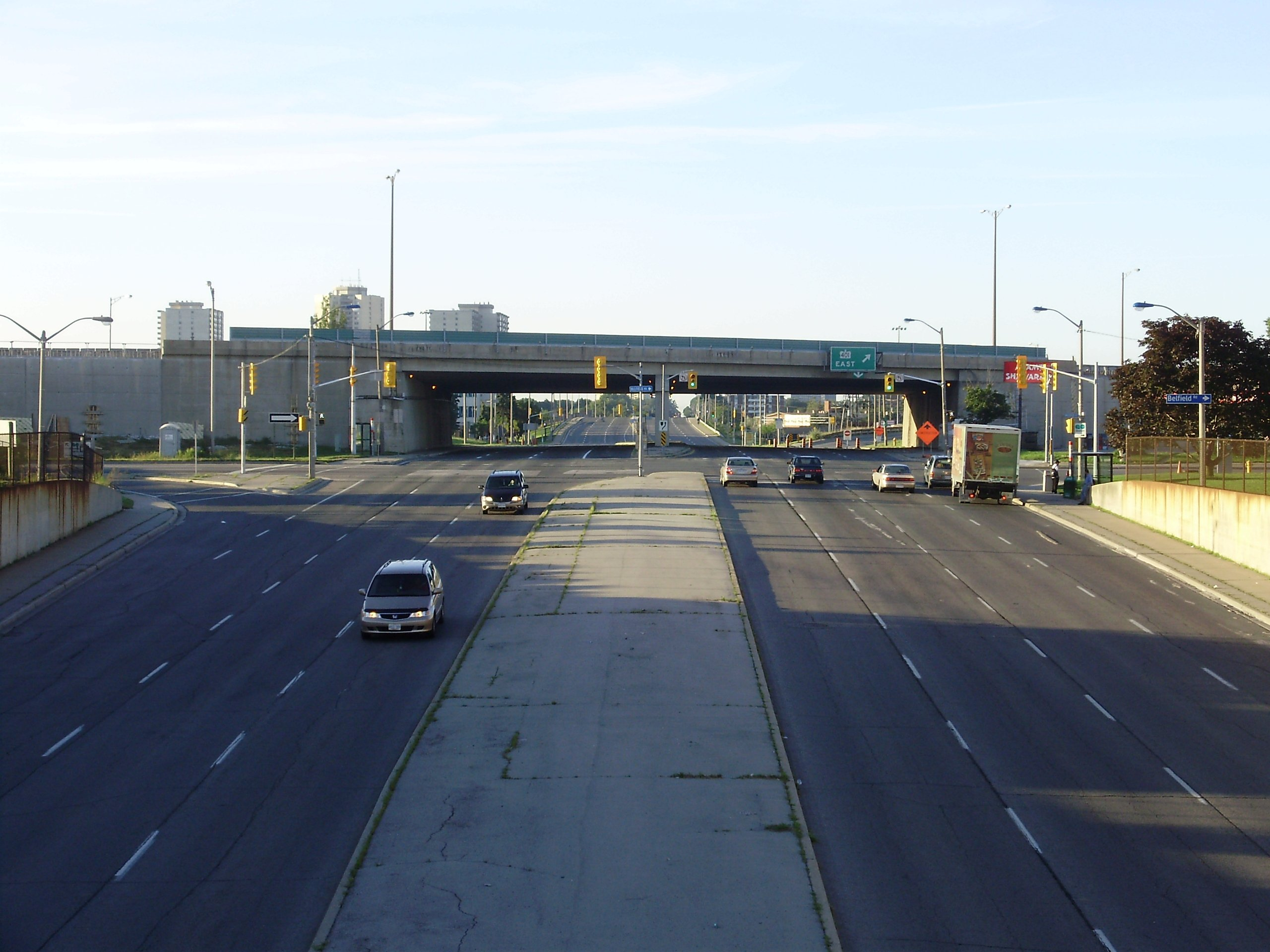
Avenida Kipling olhando para o sul até a Rodovia 409

Avenida Kipling é uma rua nas cidades de Toronto e Vaughan em Ontário, Canadá. É uma estrada de concessão, 6 concessões (12 km) da Yonge Street, e é uma importante estrada arterial – sul. Consiste em três seções separadas, com comprimento total combinado de 26,4 km. (16,4 mi.)

## História
Originalmente chamado Avenida Mimico, a rua foi levantada em 1795 como uma estrada Meridian ao sul do Meridian leste-oeste (atualmente Rathburn Road) com lotes para o leste em execução leste – oeste e lotes para o oeste no sentido norte – sul, a rua tornou-se uma rua central para os municípios das margens do lago de New Toronto (onde está localizada) e Long Branch. Crê-se (mas não foi provado) que a rua recebeu o nome em homenagem a Rudyard Kipling, autor de obras como The Jungle Book e as Just So Stories, em preparação para uma visita planejada a Woodbridge em 1907. Kipling cancelou no último momento, mas a rua manteve o nome.